# Amoako Boafo

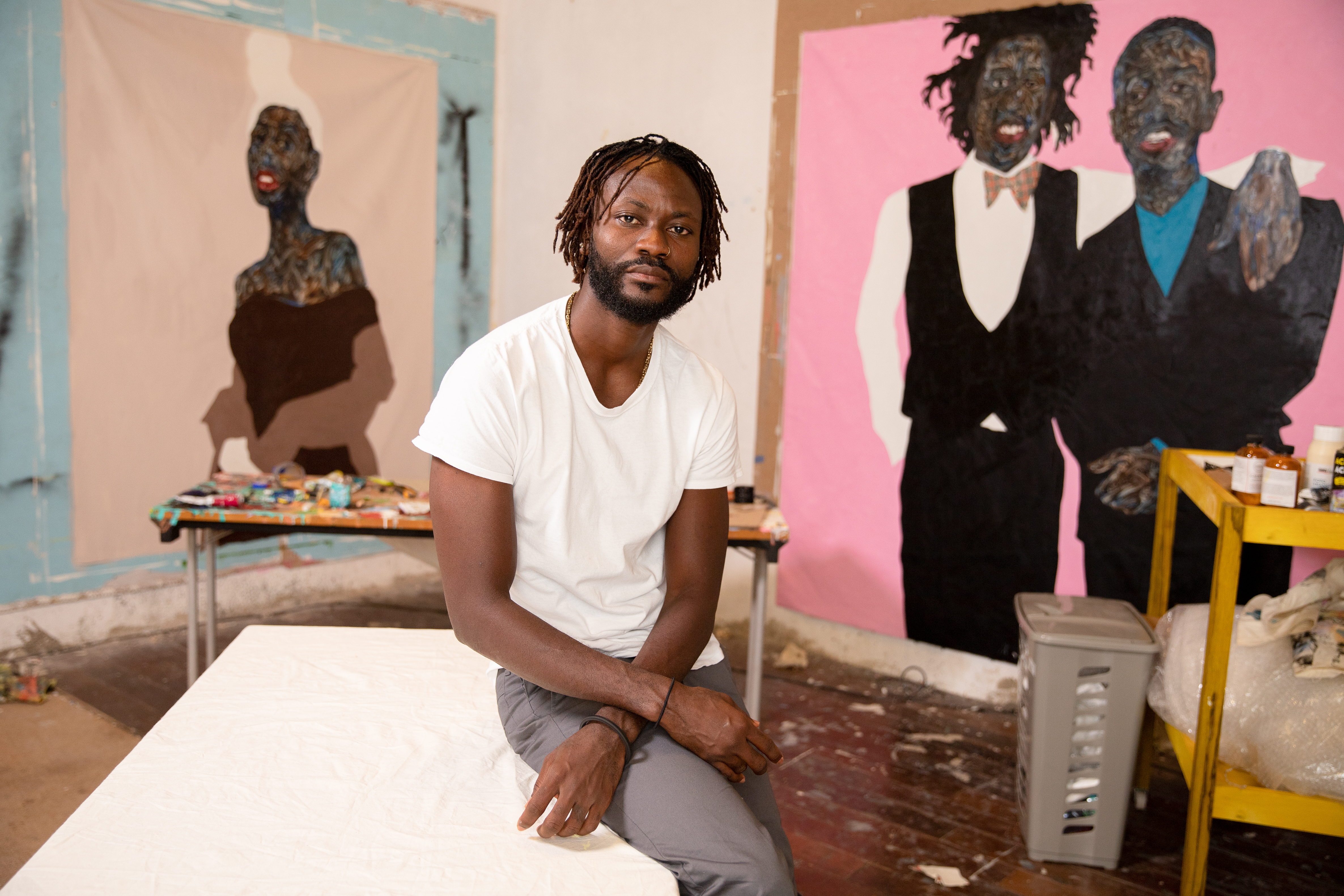
Amoako Boafo

Amoako Boafo (geboren 1984 in Accra, Ghana) ist ein ghanaischer Maler, der Menschen schwarzer Hautfarbe porträtiert.

## Leben und Werk
Boafo wurde 1984 als Sohn eines Fischers und einer Köchin in Accra geboren. Von 2004 bis 2007 studierte er am Ghanatta College of Art and Design in Accra. 2013 kam er nach Österreich und studierte von 2014 bis 2019 an der Akademie der bildenden Künste in Wien bei Ashley Hans Scheirl und Kirsi Mikkola. Er war 2019 einer der gefragtesten Künstler auf der Art Basel Miami Beach. Der ORF schrieb von einem „blitzartige[n] Aufstieg des Newcomers“ und führt das unter anderem darauf zurück, dass – im Zeitalter der Diversity – schwarze Kunstschaffende derzeit besonders gefragt seien. Zwar existierten Forderungen nach einem breiteren kunsthistorischen Kanon bereits seit den 1960er Jahren, doch hätten nunmehr auch tonangebende Institutionen wie das Museum of Modern Art in New York die Monopolstellung des alten weißen Künstlers für beendet erklärt. Der US-amerikanische US-Künstler Kerry James Marshall konstatierte, afroamerikanische Künstler hätten sich viel zu lange in die Abstraktion geflüchtet, „um nicht auf ihre Hautfarbe reduziert zu werden.“ Der schwarze Körper sei ein Mangel in der Kunstgeschichte. Die Antwort darauf sei der aktuelle Boom an Porträts und figurativer Malerei.
Das Sammlerpaar Mera und Don Rubell hat eine Reihe seiner Werke erworben. Ankäufe gab es auch durch die Graphische Sammlung Albertina, das Hessel Museum of Art, die Sammlerin Eva Dichand und den Künstler Kehinde Wiley. Das Leopold Museum in Wien sowie das Guggenheim Museum in New York zeigen ebenfalls Werke von Boafo.
2020 verwendete der Designer Kim Jones Werke von Boafo in der Sommerkollektion für Dior Men. Im Februar 2020 wurde sein Gemälde The Lemon Bathing Suit bei einer Auktion des Auktionshauses Phillips für 813.000 € versteigert. 2021 flog ein von Boafo gemaltes Triptychon einige Minuten lang mit einer New Shepard durchs Weltall.

## Stil
Seine Porträts erinnern in ihrer Expressivität an Egon Schiele. Die Titel sind simpel und deskriptiv: Hudson in a Baby Blue Suit, Looking Through Two Fingers oder Self in a Gucci Jacket.
„Seine figürlichen Porträts vor Farbflächen und abstrakten Interieurs malt er mit Ölfarbe, dabei entstehen die Gesichter und Hände mit Fingermalerei, die anderen Bildteile mit einem ausdrucksstarken Pinselstrich.“ Einige Sujets wirken wie Persiflagen auf Modefotografie, große Brillen, große Ohrringe, laszive Posen. Andere stellen eine Chronik der 2010er Jahre dar, Hudson With the Dog, Mr Palm Nii Okai oder Mustafa Red Bird Shirt, alle aus der Reihe Black Diaspora. Gezeigt werden Menschen, die er bewundert, Bekannte und Freunde aus Wien, Berlin und Ghana, auch schwarze Ikonen, wie Tupac Shakur oder Jean-Michel Basquiat. Der Maler spielt souverän mit Topoi der schwarzen Befreiungsbewegung, beispielsweise im Bild In Yellow With Malcolm, gemeint Malcolm X, dessen Biographie er halb verdeckt umarmt hält. Das Bild Hands Up wirkt freilich nicht wie eine Kritik der Unterdrückung, sondern wie ein Fashion Statement. Er bricht die Stereotypen der Maskulinität, die seine Jugend prägten. Lebensfreude ist ein durchgehendes Motiv und selbst eine Pose des Entsetzens, Justine Mendy, ist bunt gehalten, mit einem himmelblauen Hintergrund und einem gelb-roten Kleid fröhlicher Muster.

## Zitat
„The primary idea of my practice is representation, documenting, celebrating and showing new ways to approach blackness.“

## Ausstellungen
- 2019 Robert Projects, Culver City
- 2019 Luce Galleria, Turin
- 2019 Rotor – Center for Contemporary Art, Graz (Guerilla of Enlightment)
- 2019 Strabag Kunstforum Wien[11]
- 2019 Mietinnen Collection, Salon Dahlmann, Berlin[7]
- 2024 Proper Love, Belvedere, Wien[12]

## Auszeichnungen
- 2008: „Portrait Painter of the Year“  des Ghanatta College of Art and Design
- 2014: Arbeitsstipendium  „Kültür Gemma!“[13]
- 2017: Walter-Koschatzky-Kunstpreis
- 2019: Strabag Artaward